# ヤン・ブラホヴィッチ
ヤン・ブラホヴィッチ（Jan Błachowicz、1983年2月24日 - ）は、ポーランドの男性総合格闘家。シロンスク県チェシン出身。ベルクトWCAファイトチーム所属。元UFC世界ライトヘビー級王者。UFC世界ライトヘビー級ランキング5位。元KSWライトヘビー級王者。ヤン・ブラホビッチ、ヤン・ブラコヴィッチとも表記される。

## 来歴
アクション映画の影響で格闘技を習いたいと思い、9歳の時に柔道を始めた。

### KSW
2007年2月25日、プロ総合格闘技デビュー。ポーランドのメジャー総合格闘技団体KSWを主戦場とし、2011年3月19日にソクジュとライトヘビー級王座決定戦を行うも足の負傷により試合を続行することが出来ずTKO負け。2011年11月26日に再戦が組まれ、王者ソクジュに3-0の判定勝ちを収め、KSWライトヘビー級王座を獲得すると共にリベンジを果たした。その後ヒューストン・アレクサンダーとゴラン・レルジッチに勝利し2度の王座防衛に成功した。

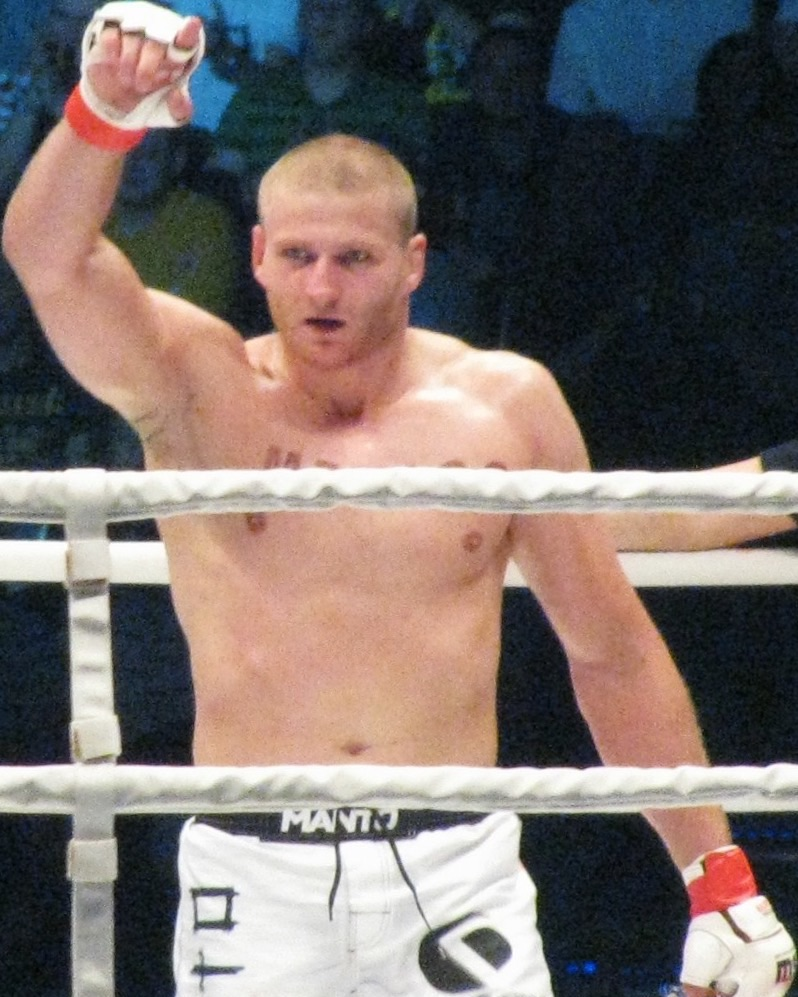
KSW参戦時のブラホヴィッチ

### UFC
2014年10月4日、UFC初参戦となったUFC Fight Night: Nelson vs. Storyでイリル・ラティフィと対戦し、パウンドで1RTKO勝ち。
2015年4月11日、UFC Fight Night: Gonzaga vs. Cro Cop 2でライトヘビー級ランキング9位のジミ・マヌワと対戦し、0-3の判定負け。
2015年9月5日、UFC 191でコーリー・アンダーソンと対戦し、0-3の判定負け。
2016年9月3日、UFC Fight Night: Arlovski vs. Barnettでライトヘビー級ランキング2位のアレクサンダー・グスタフソンと対戦し、0-3の判定負け。
2017年4月8日、UFC 210でライトヘビー級ランキング12位のパトリック・カミンズと対戦し、0-2の判定負け。
2017年10月21日、UFC Fight Night: Cowboy vs. Tillでデビン・クラークと対戦し、ブルドッグチョークで2R一本勝ち。パフォーマンス・オブ・ザ・ナイトを受賞した。
2017年12月16日、UFC on FOX 26でライトヘビー級ランキング14位のジャレッド・キャノニアと対戦し、3-0の判定勝ち。
2018年3月17日、UFC Fight Night: Werdum vs. Volkovでライトヘビー級ランキング4位のジミ・マヌワと再戦し、3-0の判定勝ち。ファイト・オブ・ザ・ナイトを受賞し、約3年越しのリベンジに成功した。
2018年9月15日、UFC Fight Night: Hunt vs. Oliynykでニキータ・クリロフと対戦し、肩固めで2R一本勝ち。パフォーマンス・オブ・ザ・ナイトを受賞した。
2019年2月23日、UFC Fight Night: Błachowicz vs. Santosでライトヘビー級ランキング6位のチアゴ・サントスと対戦し、カウンターの左フックでダウンを奪われ、パウンドで3RTKO負け。
2019年7月6日、UFC 239で元UFC世界ミドル級王者のルーク・ロックホールドと対戦し、クリンチからの離れ際に左フックでダウンを奪い、追撃のパウンドで2RKO勝ち。パフォーマンス・オブ・ザ・ナイトを受賞した。なお、ロックホールドはフィニッシュの左フックで下顎を骨折した。
2019年11月16日、UFC Fight Night: Błachowicz vs. Jacaréで元Strikeforce世界ミドル級王者のホナウド・ジャカレイと対戦し、両者共に手数の少ない攻防となったものの、2-1の5R判定勝ち。
2020年2月15日、UFC Fight Night: Anderson vs. Błachowicz 2でライトヘビー級ランキング5位のコーリー・アンダーソンと再戦し、右フックで1RKO勝ち。パフォーマンス・オブ・ザ・ナイトを受賞し、約4年半越しのリベンジに成功。試合後、観戦へ訪れていたUFC世界ライトヘビー級王者ジョン・ジョーンズに「次はお前だ」と王座挑戦をアピールした。

#### UFC世界王座獲得
2020年9月27日、UFC 253のUFC世界ライトヘビー級王座決定戦でライトヘビー級ランキング1位のドミニク・レイエスと対戦。2Rに左フックでダウンを奪いパウンドでTKO勝ちを収め、王座獲得に成功。ヨアナ・イェンジェイチックに次ぐUFC史上2人目のポーランド人王者となり、パフォーマンス・オブ・ザ・ナイトを受賞した。帰国後、ポーランド首相マテウシュ・モラヴィエツキから招待され、面談をして直接祝勝を受けた。
2021年3月6日、UFC 259のUFC世界ライトヘビー級タイトルマッチで1階級下のUFC世界ミドル級王者イスラエル・アデサンヤと対戦し、3-0の5R判定勝ち。王座の初防衛に成功した。

#### 世界王座陥落
2021年10月30日、UFC 267のUFC世界ライトヘビー級タイトルマッチでライトヘビー級ランキング1位の挑戦者グローバー・テイシェイラと対戦し、リアネイキドチョークで2R一本負け。王座から陥落した。
2022年5月14日、UFC on ESPN: Błachowicz vs. Rakićでライトヘビー級ランキング3位のアレクサンダル・ラキッチと対戦し、2Rにグラウンドの攻防で劣勢に立たされるも、3R序盤にラキッチが右膝を負傷したためTKO勝ち。
2022年12月10日、UFC 282のUFC世界ライトヘビー級王座決定戦でライトヘビー級ランキング4位のマゴメド・アンカラエフと対戦し、1-1の5R判定ドロー。王座獲得に失敗した。海外のMMAメディアサイトの採点では25人中23人の記者がアンカラエフの勝利を支持した。
2023年7月29日、UFC 291で元UFC世界ミドル級王者アレックス・ペレイラと対戦し、1-2の判定負け。
2025年3月22日、1年8カ月ぶりの復帰戦となったUFC Fight Night: Edwards vs. Bradyでライトヘビー級ランキング6位のカーロス・アルバーグと対戦し、0-3の判定負け。

## 戦績
| 総合格闘技 戦績 | 総合格闘技 戦績 | 総合格闘技 戦績 | 総合格闘技 戦績 | 総合格闘技 戦績 | 総合格闘技 戦績 | 総合格闘技 戦績 |
| --------------- | --------------- | --------------- | --------------- | --------------- | --------------- | --------------- |
| 41 試合         | (T)KO           | 一本            | 判定            | その他          | 引き分け        | 無効試合        |
| 29 勝           | 9               | 9               | 11              | 0               | 1               | 0               |
| 11 敗           | 2               | 2               | 7               | 0               | 1               | 0               |

| 勝敗 | 対戦相手                     | 試合結果                               | 大会名                                                                   | 開催年月日     |
| ×    | カーロス・アルバーグ         | 5分3R終了 判定0-3                      | UFC Fight Night: Edwards vs. Brady                                       | 2025年3月22日  |
| ×    | アレックス・ペレイラ         | 5分3R終了 判定1-2                      | UFC 291: Poirier vs. Gaethje 2                                           | 2023年7月29日  |
| △    | マゴメド・アンカラエフ       | 5分5R終了 判定1-1                      | UFC 282: Błachowicz vs. Ankalaev 【UFC世界ライトヘビー級王座決定戦】     | 2022年12月10日 |
| ○    | アレクサンダル・ラキッチ     | 3R 1:11 TKO（右膝の負傷）              | UFC on ESPN 36: Błachowicz vs. Rakić                                     | 2022年5月14日  |
| ×    | グローバー・テイシェイラ     | 2R 3:02 リアネイキドチョーク           | UFC 267: Błachowicz vs. Teixeira 【UFC世界ライトヘビー級タイトルマッチ】 | 2021年10月30日 |
| ○    | イスラエル・アデサンヤ       | 5分5R終了 判定3-0                      | UFC 259: Błachowicz vs. Adesanya 【UFC世界ライトヘビー級タイトルマッチ】 | 2021年3月6日   |
| ○    | ドミニク・レイエス           | 2R 4:36 TKO（左フック→パウンド）       | UFC 253: Adesanya vs. Costa 【UFC世界ライトヘビー級王座決定戦】          | 2020年9月27日  |
| ○    | コーリー・アンダーソン       | 1R 3:08 KO（右フック）                 | UFC Fight Night: Anderson vs. Błachowicz 2                               | 2020年2月15日  |
| ○    | ホナウド・ジャカレイ         | 5分5R終了 判定2-1                      | UFC Fight Night: Błachowicz vs. Jacaré                                   | 2019年11月16日 |
| ○    | ルーク・ロックホールド       | 2R 1:39 KO（左フック→パウンド）        | UFC 239: Jones vs. Santos                                                | 2019年7月6日   |
| ×    | チアゴ・サントス             | 3R 0:39 TKO （左フック→パウンド）      | UFC Fight Night: Błachowicz vs. Santos                                   | 2019年2月23日  |
| ○    | ニキータ・クリーロフ         | 2R 2:41 肩固め                         | UFC Fight Night: Hunt vs. Oliynyk                                        | 2018年9月15日  |
| ○    | ジミ・マヌワ                 | 5分3R終了 判定3-0                      | UFC Fight Night: Werdum vs. Volkov                                       | 2018年3月17日  |
| ○    | ジャレッド・キャノニア       | 5分3R終了 判定3-0                      | UFC on FOX 26: Lawler vs. dos Anjos                                      | 2017年12月16日 |
| ○    | デビン・クラーク             | 2R 3:02 リアネイキドチョーク           | UFC Fight Night: Cowboy vs. Till                                         | 2017年10月21日 |
| ×    | パトリック・カミンズ         | 5分3R終了 判定0-2                      | UFC 210: Cormier vs. Johnson 2                                           | 2017年4月8日   |
| ×    | アレクサンダー・グスタフソン | 5分3R終了 判定0-3                      | UFC Fight Night: Arlovski vs. Barnett                                    | 2016年9月3日   |
| ○    | イゴール・ポクラヤッチ       | 5分3R終了 判定3-0                      | UFC Fight Night: Rothwell vs. dos Santos                                 | 2016年4月10日  |
| ×    | コーリー・アンダーソン       | 5分3R終了 判定0-3                      | UFC 191: Johnson vs. Dodson 2                                            | 2015年9月5日   |
| ×    | ジミ・マヌワ                 | 5分3R終了 判定0-3                      | UFC Fight Night: Gonzaga vs. Cro Cop 2                                   | 2015年4月11日  |
| ○    | イリル・ラティフィ           | 1R 1:58 TKO（左ミドルキック→パウンド） | UFC Fight Night: Nelson vs. Story                                        | 2014年10月4日  |
| ○    | ゴラン・レルジッチ           | 5分3R終了 判定3-0                      | KSW 22: Pride Time 【KSWライトヘビー級タイトルマッチ】                   | 2013年3月16日  |
| ○    | ヒューストン・アレクサンダー | 5分3R終了 判定3-0                      | KSW 20: Unfinished Sympathy 【KSWライトヘビー級タイトルマッチ】          | 2012年9月15日  |
| ○    | マリオ・ミランダ             | 5分3R終了 判定3-0                      | KSW 18: Unfinished Sympathy                                              | 2012年2月25日  |
| ○    | ソクジュ                     | 5分3R終了 判定3-0                      | KSW 17: Revenge 【KSWライトヘビー級タイトルマッチ】                      | 2011年11月26日 |
| ○    | トニ・ヴァルトネン           | 2R 1:23 リアネイキドチョーク           | KSW 16: Khalidov vs. Lindland                                            | 2011年5月21日  |
| ×    | ソクジュ                     | 2R終了時 TKO（脚の負傷）               | KSW 15: Contemporary Gladiators 【KSWライトヘビー級王座決定戦】          | 2011年3月19日  |
| ○    | ダニエル・タベラ             | 2R 4:20 TKO（パウンド）                | KSW 14: Judgement Day 【ライトヘビー級トーナメント決勝】                 | 2010年9月24日  |
| ○    | ニコライ・オニキエンコ       | 2R リアネイキドチョーク                | World Absolute FC                                                        | 2010年6月24日  |
| ○    | ヴォイチェフ・オルロフスキ   | 1R 1:37 リアネイキドチョーク           | KSW: Kumite 【ライトヘビー級トーナメント準々決勝】                       | 2010年5月7日   |
| ○    | ジュリオ・ブルータス         | 1R 3:40 KO（右フック）                 | KSW: Kumite 【ライトヘビー級トーナメント準々決勝】                       | 2010年5月7日   |
| ○    | マロ・ペラク                 | 2R 1:51 リアネイキドチョーク           | KSW 10: Dekalog                                                          | 2008年12月12日 |
| ○    | クリスチャン・ムプンボ       | 2R 3:12 腕ひしぎ十字固め               | KSW Extra                                                                | 2008年9月13日  |
| ○    | アジズ・カラオルー           | 1R 4:13 腕ひしぎ十字固め               | KSW IX: Konfrontacja 【ライトヘビー級決勝】                              | 2008年5月9日   |
| ○    | アントニ・フミェレフスキ     | 2R 2:54 腕ひしぎ十字固め               | KSW IX: Konfrontacja 【ライトヘビー級準決勝】                            | 2008年5月9日   |
| ○    | マーティン・ザワダ           | 5分2R終了 判定3-0                      | KSW IX: Konfrontacja 【ライトヘビー級準々決勝】                          | 2008年5月9日   |
| ×    | リカルド・ファイト           | 1R 1:57 キムラロック                   | KSW VIII: Konfrontacja                                                   | 2007年11月10日 |
| ○    | ダニエル・ダオダ             | 1R 1:35 TKO（スタンドパンチ連打）      | KSW Elimination 【ライトヘビー級トーナメント決勝】                       | 2007年9月15日  |
| ○    | パヴェル・ガシンスキ         | 1R 2:36 TKO（パウンド）                | KSW Elimination 【ライトヘビー級トーナメント準決勝】                     | 2007年9月15日  |
| ○    | セバスチャン・オルチャワ     | 5分2R終了 判定3-0                      | KSW Elimination 【ライトヘビー級トーナメント準々決勝】                   | 2007年9月15日  |
| ×    | マルチン・クリストファーク   | 5分2R終了 判定0-3                      | FCP 3: Khalidov vs. Troeng                                               | 2007年2月25日  |

## 獲得タイトル
- 第15代UFC世界ライトヘビー級王座（2020年）
- KSWライトヘビー級トーナメント優勝（2007年）
- KSWライトヘビー級トーナメント優勝（2008年）
- KSWライトヘビー級トーナメント優勝（2010年）
- 第3代KSWライトヘビー級王座（2011年）

## 表彰
- UFCパフォーマンス・オブ・ザ・ナイト（5回）
- UFCファイト・オブ・ザ・ナイト（1回）

## ペイ・パー・ビュー販売件数
| 開催年月日   | イベント                                                 | 販売件数 | 備考  |
| ------------ | -------------------------------------------------------- | -------- | ----- |
| 2021年3月6日 | UFC 259: ヤン・ブラホヴィッチ vs. イスラエル・アデサンヤ | 80万件   | ESPN+ |